# Зубко Мирослава Ігорівна
Мирослава Ігорівна Зубко (біл. Міраслава Ігараўна Зубко; нар. 8 серпня 2001, Ліда, Гродненська область, Білорусь) — білоруська футболістка, півзахисниця та нападниця «Мінська».

## Життєпис
Народилася 8 серпня 2001 року у місті Ліда, Гродненська область, Республіка Білорусь.

### Футбольна кар'єра
Вихованка лідської дитячої футбольної школи. Виступала з 2015 року у молодіжній першості республіки Білорусь за команду ДЮСШ «Юність» (м. Ліда). У 2020 році уклала професійний контракт із ЖФК «Зірка-БДУ». 29 березня 2020 року дебютувала у складі жіночої команди «Зорка-БДУ» у матчі за Суперкубок Білорусі 2020 року. 2 травня 2020 року дебютувала у матчі першого туру жіночої ліги Білорусі у грі проти футбольного клубу БОЦОР. У сезоні 2020 року провела 19 матчів та відзначиламя 3-ма голами. У сезоні 2021 року провела 15 матчів та відзначилася 5-ма голами. 2022 року вільним агентом перейшла у футбольний клуб «Мінськ». 13 березня 2022 року стала фіналісткою Суперкубку Білорусі 2022 року, 6 серпня стала фіналісткою Кубку Білорусі 2022 року у складі ЖФК «Мінськ».

### Футзальна кар'єра
Розпочала кар'єру у футзальному клубі «Регіон-ГрДУ». У сезоні 2017/18 років стала бронзовим призером Білорусі з футзалу та другим бомбардиром ліги (в активі 32 м'ячі). 24 квітня 2018 року дебютувала у складі жіночої Національної збірної Білорусі з футзалу у матчі проти збірної Литви. 29 жовтня 2018 року стала володарем Суперкубку Білорусі 2018 з футзалу серед жіночих команд. У сезоні 2018/19 року стала бронзовим призером Білорусі, відзначилася 24-ма м'ячами.
У 2019 році футзальний портал Futsalplanet.com поставив Мирославу на 35-те місце серед найрезультативніших гравців жіночих команд Європи.

## Досягнення
- Чемпіонат Білорусі з футзалу серед жінок
  -  Бронзовий призер (2): 2017/18, 2018/19

- Суперкубок Білорусі з футзалу серед жінок
  -  Володар (1): 2018

- Суперкубок Білорусі
  -  Фіналіст (2): 2020, 2022

- Вища ліга Білорусі
  -  Бронзовий призер (1): 2021

- Кубок Білорусі
  -  Фіналіст (1): 2022